# Godefridus Udemans
Godefridus Udemans (* 1581 in Bergen op Zoom; † 20. Januar 1649 in Zierikzee) war ein niederländischer evangelisch-reformierter Geistlicher während des Achtzigjährigen Krieges. Bei der Dordrechter Synode 1618/19 gehörte er zu den bekannten Persönlichkeiten unter den inländischen Delegierten.

## Biografie
Udemans, der wahrscheinlich an der Universität Leiden Theologie studiert hatte, war evangelisch-reformierter Pfarrer in Haamstede (1591) und von 1604 bis zu seinem Tod in Zierikzee. Zeitweise war er dort freigestellt, um in ’s Gravenhage und Utrecht als Pfarrer zu arbeiten. 1613 heiratete er Magdalena Stoutenburg, die Tochter des Bürgermeisters von Brouwershaven.
Godefridus Udemans ist vor allem als Verfasser religiöser Literatur bekannt. Unter den insgesamt 14 Werken sind drei gegen die Täuferbewegung gerichtet (hier nimmt die täuferische Kritik an der Lebensführung in der reformierten Kirche breiten Raum ein). Eine Streitschrift befasst sich mit der Haarmode. Die übrigen Schriften sind erbaulicher Art. Udemans sprach die einfachen Gemeindeglieder an, um sie zu einer religiösen Lebensführung (praxis pietatis) anzuspornen. Er entwickelte eine viel rezipierte, detailreich ausgeführte Berufsethik für die niederländischen Seeleute, vor allem in dem Werk „Das geistliche Ruder des Kaufmannsschiffs“ (’t Geestelick roer van’t Coopmans Schip, 1638). Es ließ sich als Handbuch für die Seefahrt auf den Weltmeeren nutzen. Die wirtschaftlichen und nautischen Interessen, die für den Alltag auf den niederländischen Schiffen bestimmend waren, wurden mit starkem Rückgriff auf das Naturrecht religiös begründet.